# Avenida dos Andradas

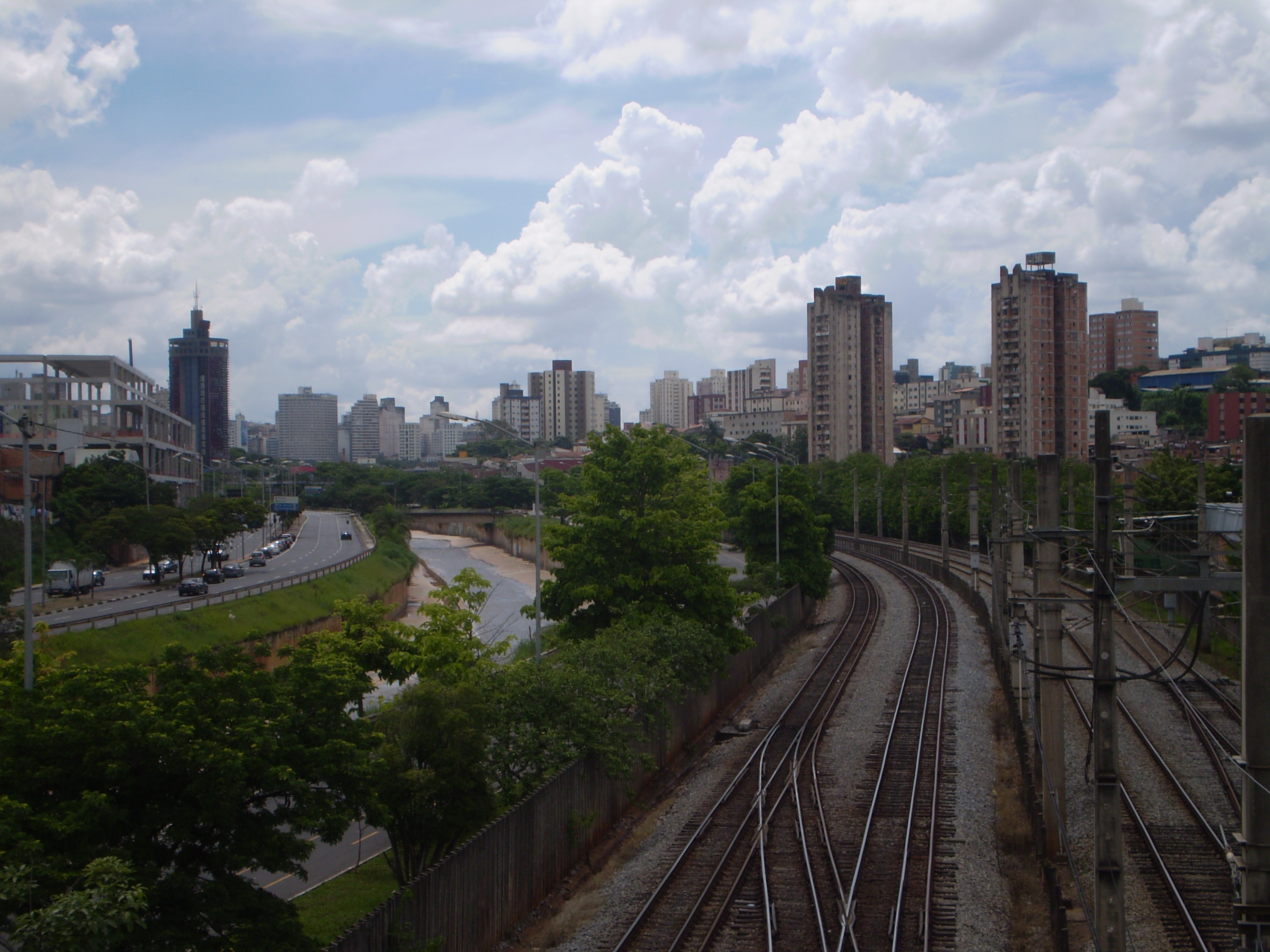
Avenida dos Andradas nas proximidades do Bairro Santa Efigênia.

A Avenida dos Andradas é uma avenida construída sobre o Ribeirão Arrudas na cidade de Belo Horizonte. A avenida se inicia no centro da capital mineira, em frente à Praça da Estação e se estende até a divisa com a cidade de Sabará.

## Histórico
A atual Avenida dos Andradas, antes denominada "Avenida do Canal" foi planejada pelos idealizadores da capital mineira apenas para ser uma ligação entre a Praça da Estação a atual Avenida Assis Chateaubriand. Somente em 1927 é que a Prefeitura resolve expandir a avenida, sendo prolongada entre o Parque Municipal e a Avenida do Contorno. O Ribeirão Arrudas foi canalizado neste percurso, sendo os cursos d'água retificados para a correta adequação da avenida. Com o grande crescimento da cidade, as calhas de canalização do Arrudas se tornaram insuficientes para conter o grande volume de água no período das chuvas, o que provocava grandes enchentes, destruindo grande parte das construções que ficavam às margens do Arrudas. Desta forma, em 1981 iniciou-se o alargamento e rebaixamento da canalização desde a Praça da Estação até a Avenida do Contorno. Isso resolveu o problema das enchentes na área central, entretanto, a partir da Avenida do Contorno, local em que a canalização e a avenida terminavam, a situação era extremamente grave, uma vez que diversas favelas existiam às margens do Arrudas. Após uma grande enchente que ocorreu em janeiro de 1983, foi necessário intervir com urgência no local, sendo realizado um projeto para canalização do Arrudas e continuação da Avenida dos Andradas, desde a Avenida do Contorno até o bairro Esplanada. As áreas ribeirinhas foram desocupadas, sendo o projeto cumprido até meados de 1987, prolongando-se a Avenida dos Andradas até as proximidades da Avenida Itaituba, no bairro Boa Vista. A partir de 1992, mais uma etapa da extensão da avenida foi executada, desta vez, desde o bairro São Geraldo, na antiga ponte de acesso ao bairro Esplanada, até a cidade de Sabará. Em 2005, iniciou-se mais uma revitalização da avenida, a implantação do Boulervard Arrudas, obra que tampou o curso do Arrudas na região central. Além do aumento das faixas de circulação do trânsito,  e das obras de paisagismo, a avenida recebeu uma ciclovia que vai até o Bairro São Geraldo. Em 2010, foi inaugurado o Boulevard Shopping, na altura do número 3000 da avenida, no antigo campo do América Futebol Clube.

## Patrimônio histórico e natural
Ao longo da avenida estão localizados oito bens culturais tombados pela Prefeitura Municipal de Belo Horizonte. A avenida faz o limite norte do Parque Municipal Américo Renné Giannetti, que integra a lista de bens protegidos de Belo Horizonte, entre a alameda Ezequiel Dias e o Viaduto de Santa Teresa, que faz parte do conjunto arquitetônico e paisagístico da Praça Rui Barbosa, também tombado pelo patrimônio histórico.